# Lijst van voetbalinterlands Jemen - Qatar
Deze lijst van voetbalinterlands is een overzicht van alle officiële voetbalwedstrijden tussen de nationale teams van Jemen en Qatar. De landen speelden tot op heden tien keer tegen elkaar. De eerste ontmoeting, een vriendschappelijke wedstrijd, werd gespeeld in Doha op 21 september 1994. Het laatste duel, een groepswedstrijd tijdens de Golf Cup of Nations 2019, vond plaats op 29 november 2017 in de Qatarese hoofdstad.

## Wedstrijden
| №  | Plaats  | Datum             | Competitie                 | Wedstrijd     | Uitslag |
| -- | ------- | ----------------- | -------------------------- | ------------- | ------- |
| 1  | Doha    | 21 september 1994 | Vriendschappelijk          | Jemen − Qatar | 0 − 2   |
| 2  | Koeweit | 5 januari 2004    | Golf Cup of Nations 2003   | Qatar − Jemen | 3 − 0   |
| 3  | Doha    | 5 december 2004   | Vriendschappelijk          | Qatar − Jemen | 3 − 0   |
| 4  | Muscat  | 11 januari 2009   | Golf Cup of Nations 2009   | Qatar − Jemen | 2 − 1   |
| 5  | Abyan   | 25 november 2010  | Golf Cup of Nations 2010   | Jemen − Qatar | 1 − 2   |
| 6  | Doha    | 13 oktober 2013   | Azië Cup 2015 kwalificatie | Qatar − Jemen | 6 − 0   |
| 7  | Al Ain  | 15 november 2013  | Azië Cup 2015 kwalificatie | Jemen − Qatar | 1 − 4   |
| 8  | Riyad   | 16 november 2014  | Golf Cup of Nations 2014   | Jemen − Qatar | 0 − 0   |
| 9  | Koeweit | 23 december 2017  | Golf Cup of Nations 2017   | Qatar − Jemen | 4 − 0   |
| 10 | Doha    | 29 november 2019  | Golf Cup of Nations 2019   | Jemen − Qatar | 0 − 6   |

## Samenvatting
| Competitie            | Totaal gespeeld | Winst Jemen | Gelijk | Winst Qatar | Doelsaldo Jemen – Qatar |
| --------------------- | --------------- | ----------- | ------ | ----------- | ----------------------- |
| Azië Cup-kwalificatie | 2               | 0           | 0      | 2           | 1 − 10                  |
| Golf Cup of Nations   | 6               | 0           | 1      | 5           | 2 − 17                  |
| Vriendschappelijk     | 2               | 0           | 0      | 2           | 0 − 5                   |
| Totaal                | 10              | 0           | 1      | 9           | 3 − 32                  |

YFA · A-internationals
1984 – 1989 · 
1990 – 1999 · 
2000 – 2009 · 
2010 – 2019 ·
2020 − 2029
Bahrein ·
Bangladesh ·
Bhutan ·
Brunei ·
Cambodja ·
China ·
Comoren ·
Djibouti ·
Egypte ·
Eritrea ·
Ethiopië ·
Filipijnen ·
Finland ·
Hongkong ·
India ·
Indonesië ·
Irak ·
Iran ·
Japan ·
Jordanië ·
Kenia ·
Kirgizië ·
Koeweit ·
Libanon ·
Libië ·
Malawi ·
Malediven ·
Maleisië ·
Marokko ·
Mauritanië ·
Mongolië ·
Nepal ·
Noord-Korea ·
Oeganda ·
Oezbekistan ·
Oman ·
Pakistan ·
Palestina ·
Qatar ·
Saoedi-Arabië ·
Singapore ·
Soedan ·
Sri Lanka ·
Syrië ·
Tadzjikistan ·
Tanzania ·
Thailand ·
Tsjaad ·
Turkmenistan ·
Verenigde Arabische Emiraten ·
Vietnam ·
Zambia ·
Zuid-Korea
QFA · A-internationals · Bondscoaches · Statistieken · Qatarees vrouwenelftal · Qatar U21 · Qatar U20 · Qatar U19 · Qatar U18 · Qatar U17
1970 – 1979 ·
1980 – 1989 ·
1990 – 1999 ·
2000 – 2009 ·
2010 – 2019 ·
2020 − 2029
OS 1984 · 
OS 1992
1970 · 
1971 · 
1972 · 
1973 · 
1974 · 
1975 · 
1976 · 
1977 · 
1978 · 
1979 · 
1980 · 
1981 · 
1982 · 
1983 · 
1984 · 
1985 · 
1986 · 
1987 · 
1988 · 
1989 · 
1990 · 
1991 · 
1992 · 
1993 · 
1994 · 
1995 · 
1996 · 
1997 · 
1998 · 
1999 · 
2000 · 
2001 · 
2002 · 
2003 · 
2004 · 
2005 · 
2006 · 
2007 · 
2008 · 
2009 · 
2010 · 
2011 · 
2012 · 
2013 · 
2014 ·
2015 ·
2016 ·
2017 ·
2018 ·
2019 ·
2020 ·
2021 ·
2022 ·
2023 ·
2024
Afghanistan ·
Albanië ·
Algerije ·
Andorra ·
Argentinië ·
Australië ·
Azerbeidzjan ·
Bahrein ·
Bangladesh ·
België ·
Bhutan ·
Bosnië en Herzegovina ·
Brazilië .
Bulgarije ·
Burkina Faso ·
Cambodja ·
Canada ·
Chili ·
China ·
Colombia ·
Congo-Kinshasa ·
Costa Rica ·
Curaçao ·
Ecuador ·
Egypte ·
El Salvador ·
Estland ·
Filipijnen ·
Finland ·
Georgië ·
Ghana ·
Grenada ·
Griekenland ·
Guatemala ·
Haïti ·
Honduras ·
Hongarije ·
Hongkong ·
Ierland ·
IJsland ·
India ·
Indonesië ·
Irak ·
Iran ·
Ivoorkust ·
Jamaica ·
Japan ·
Jemen ·
Jordanië ·
Kazachstan ·
Kenia ·
Kirgizië ·
Koeweit ·
Kroatië ·
Laos ·
Letland ·
Libanon ·
Libië ·
Liechtenstein ·
Luxemburg ·
Malediven ·
Maleisië ·
Mali ·
Malta ·
Marokko ·
Mauritius ·
Mexico ·
Moldavië ·
Myanmar ·
Nederland ·
Nieuw-Zeeland ·
Noord-Ierland ·
Noord-Korea ·
Noord-Macedonië ·
Noorwegen ·
Oezbekistan ·
Oman ·
Pakistan ·
Palestina ·
Panama ·
Paraguay ·
Peru ·
Portugal ·
Rusland ·
Saoedi-Arabië ·
Schotland ·
Senegal ·
Servië ·
Singapore ·
Slovenië ·
Soedan ·
Sri Lanka ·
Syrië ·
Tadzjikistan ·
Thailand ·
Tsjechië ·
Tunesië ·
Turkije · 
Turkmenistan ·
Verenigde Arabische Emiraten ·
Verenigde Staten ·
Vietnam ·
Wales ·
Zimbabwe ·
Zuid-Korea ·
Zweden ·
Zwitserland
Ecuador (2022) ·
Nederland (2022)